# میک گریس
میک گریس (انگلیسی: Mick Garris؛ زادهٔ ۴ دسامبر ۱۹۵۱) یک فیلم‌نامه‌نویس، کارگردان، و تهیه‌کننده اهل ایالات متحده آمریکا است.